# Puntate di Techetechete' (quattordicesima stagione)

Logo del programma in uso nella quattordicesima stagione.

La quattordicesima stagione del programma televisivo italiano di videoframmenti Techetechete', composta da 63 puntate, è andata in onda in access prime time su Rai 1 dal 3 giugno al 1° settembre 2024.

## Caratteristiche
L'edizione si caratterizza da una nuova sigla, sempre composta da Daniele Benati, intitolata Techete 70, una rielaborazione della celebre sigla iniziale delle trasmissioni Rai (il finale del Guglielmo Tell di Gioachino Rossini, Tutto cangia, il ciel s'abbella) e un rinnovamento grafico, in cui il motivo ricorrente è il colore blu, con una finestra che si apre durante la trasmissione per informazioni aggiuntive di spiegazione alle immagini. La prima puntata è dedicata ai settant'anni della televisione italiana.
Sono previsti omaggi a personalità del mondo dello spettacolo (tra i quali Franco Califano, Anna Marchesini, Alberto Sordi, Gigi Proietti, Lino Banfi, Sophia Loren, Enzo Tortora, Fiorella Mannoia, Gianna Nannini e Iva Zanicchi), puntate dedicate ai generi televisivi, a diverse tematiche e quelle musicali (definite Juke Box).
Gli autori della trasmissione sono 14: Giulio Calcinari, Massimiliano Canè, Francesca Di Ciccio, Claudia Di Giuseppe, Maria Francesca Dore, Ermanno Labianca, Emilio Levi, Chiara Morellato, Roberto Patrone, Luca Rea, Vito Simone, Anna Tiziana Torti, Francesco Valitutti e Carlo Vani. Il programma ha avuto una pausa di due settimane in occasione del campionato europeo di calcio. Inoltre, il 17 agosto 2024 è stata trasmessa la puntata n. 1 000 per quanto riguarda le stagioni regolari del programma, non contando le puntate speciali e gli spin-off. Dal 30 luglio all'11 agosto 2024, durante i Giochi della XXXIII Olimpiade di Parigi, le puntate sono andate in onda con la dicitura Techetechete' Extra. Dopo la fine della stagione regolare, dal 3 settembre 2024 saranno diffuse su RaiPlay 30 puntate speciali dello spin-off 30x70 - Se dico donna..., per la regia di Luca Rea e la conduzione di Francesca Barolini, dedicate a trenta donne protagoniste nella storia della televisione italiana.

## Puntate
| N.            | Messa in onda | Titolo                                    | Note                                                                                             | Autore                                     | Telespettatori | Share  | Fonte    |
| ------------- | ------------- | ----------------------------------------- | ------------------------------------------------------------------------------------------------ | ------------------------------------------ | -------------- | ------ | -------- |
| 1             | 3 giugno      | Ti ricordi la TV?                         | Puntata dedicata ai settant'anni della televisione italiana                                      | Giulio Calcinari                           | 3 081 000      | 15,21% | [ F 1 ]  |
| 2             | 5 giugno      | Il pop dal 2000 in poi                    | Puntata dedicata alle canzoni pop dagli anni 2000 in poi                                         | Nessuna menzione (N/A)                     | 2 532 000      | 13,26% | [ F 2 ]  |
| 3             | 6 giugno      | Ridevamo così                             | Puntata dedicata agli sketch comici della TV                                                     | Emilio Levi                                | 2 992 000      | 16,69% | [ F 3 ]  |
| 4             | 8 giugno      | Tutti ballano la disco!                   | Puntata dedicata alla musica da discoteca in TV                                                  | Francesco Valitutti                        | 2 328 000      | 15,10% | [ F 4 ]  |
| 5             | 10 giugno     | Angeli e demoni                           | Puntata dedicata al sacro e profano in TV                                                        | Anna Tiziana Torti                         | 2 217 000      | 11,59% | [ F 5 ]  |
| 6             | 11 giugno     | Zampe, amore e fantasia                   | Puntata dedicata agli animali in TV                                                              | Giulio Calcinari                           | 2 550 000      | 13,10% | [ F 6 ]  |
| 7             | 12 giugno     | Erano gli anni '60                        | Puntata dedicata agli anni '60                                                                   | Massimiliano Canè                          | 2 463 000      | 13,00% | [ F 7 ]  |
| 8             | 13 giugno     | Non ti scordar di me                      | Puntata dedicata alle canzoni indimenticabili                                                    | Emilio Levi                                | 3 002 000      | 16,90% | [ F 8 ]  |
| 9             | 27 giugno     | Viva l'estate                             | Puntata dedicata all'estate in TV                                                                | Giulio Calcinari                           | 2 812 000      | 16,50% | [ F 9 ]  |
| 10            | 28 giugno     | Franco e Ciccio Ciccio e Franco           | Puntata dedicata a Franco Franchi e Ciccio Ingrassia                                             | Giulio Calcinari                           | 2 572 000      | 15,90% | [ F 10 ] |
| 11            | 3 luglio      | Eternamente Roma                          | Puntata dedicata a Roma                                                                          | Ermanno Labianca                           | 2 784 000      | 15,50% | [ F 11 ] |
| 12            | 4 luglio      | L'Italia in musica                        | Puntata dedicata alle canzoni d'Italia da Nord a Sud                                             | Carlo Vani                                 | 2 665 000      | 16,10% | [ F 12 ] |
| 13            | 7 luglio      | 100% puro Lino                            | Puntata dedicata a Lino Banfi                                                                    | Francesco Valitutti ed Emilio Levi         | 2 270 000      | 15,20% | [ F 13 ] |
| 14            | 8 luglio      | Dalla splendida cornice di...             | Puntata dedicata ai festival estivi musicali                                                     | Luca Rea                                   | 2 780 000      | 16,90% | [ F 14 ] |
| 15            | 11 luglio     | Cantami o d'Iva                           | Puntata dedicata a Iva Zanicchi                                                                  | Massimiliano Canè                          | 2 612 000      | 16,77% | [ F 15 ] |
| 16            | 12 luglio     | Baciare che passione?                     | Puntata dedicata ai baci in TV                                                                   | Anna Tiziana Torti                         | 2 508 000      | 17,50% | [ F 16 ] |
| 17            | 15 luglio     | Emozioni '90                              | Puntata dedicata agli anni '90                                                                   | Giulio Calcinari                           | 2 569 000      | 15,90% | [ F 17 ] |
| 18            | 16 luglio     | Una storia italiana. La partita del cuore | Puntata dedicata alla Partita del cuore, con un'introduzione inedita di Eleonora Daniele         | Emilio Levi e Francesco Valitutti          | 2 388 000      | 15,30% | [ F 18 ] |
| 19            | 17 luglio     | Isole                                     | Puntata dedicata alle isole                                                                      | Maria Francesca Dore                       | 2 716 000      | 17,60% | [ F 19 ] |
| 20            | 18 luglio     | Quelli belli come noi                     | Puntata dedicata alla bellezza in TV                                                             | Massimiliano Canè                          | 2 465 000      | 16,00% | [ F 20 ] |
| 21            | 19 luglio     | Signore in TV                             | Puntata dedicata alle signore della TV                                                           | Francesca Di Ciccio                        | 2 133 000      | 15,20% | [ F 21 ] |
| 22            | 20 luglio     | Ugo Tognazzi: chef della risata           | Puntata dedicata a Ugo Tognazzi                                                                  | Giulio Calcinari                           | 1 946 000      | 16,30% | [ F 22 ] |
| 23            | 22 luglio     | Calendario musicale                       | Puntata dedicata alle canzoni che parlano dei mesi                                               | Massimiliano Canè                          | 2 786 000      | 16,60% | [ F 23 ] |
| 24            | 23 luglio     | Fabrizio, il nostro amico                 | Puntata dedicata a Fabrizio Frizzi                                                               | Francesco Valitutti e Roberto Patrone      | 2 598 000      | 16,00% | [ F 24 ] |
| 25            | 24 luglio     | Gianna&Fiorella                           | Puntata dedicata a Gianna Nannini e Fiorella Mannoia                                             | Claudia Di Giuseppe e Maria Francesca Dore | 2 601 000      | 16,60% | [ F 25 ] |
| 26            | 25 luglio     | Besame mucho                              | Puntata dedicata alle canzoni che parlano di baci                                                | Anna Tiziana Torti                         | 2 320 000      | 15,30% | [ F 26 ] |
| 27            | 26 luglio     | Brave ragazze                             | Puntata dedicata ai talenti femminili della TV                                                   | Chiara Morellato                           | 1 610 000      | 10,00% | [ F 27 ] |
| 28            | 27 luglio     | Che spettacolo di coppia!                 | Puntata dedicata alle coppie più belle della TV                                                  | Carlo Vani                                 | 1 974 000      | 14,80% | [ F 28 ] |
| 29            | 28 luglio     | Domenica è sempre Domenica                | Puntata dedicata ai programmi della domenica                                                     | Ermanno Labianca                           | 2 100 000      | 14,30% | [ F 29 ] |
| 30            | 29 luglio     | Alice, la meraviglia                      | Puntata dedicata ad Alice                                                                        | Roberto Patrone                            | 1 829 000      | 11,10% | [ F 30 ] |
| 31            | 30 luglio     | Tutto è rock!                             | Puntata dedicata alle canzoni internazionali di genere rock                                      | Carlo Vani                                 | 1 640 000      | 9,40%  | [ F 31 ] |
| 32            | 31 luglio     | ...Ed è amore                             | Puntata dedicata alle canzoni d'amore                                                            | Roberto Patrone                            | 1 849 000      | 11,20% | [ F 32 ] |
| 33            | 1º agosto     | Notte e giorno                            | Puntata dedicata alle canzoni dedicate al giorno e alla notte                                    | Massimiliano Canè                          | 1 821 000      | 11,00% | [ F 33 ] |
| 34            | 2 agosto      | Quel genio di Corrado                     | Puntata dedicata a Corrado nel centesimo anniversario della sua nascita                          | Luca Rea                                   | 1 763 000      | 11,40% | [ F 34 ] |
| 35            | 3 agosto      | Sogni                                     | Puntata dedicata ai sogni                                                                        | Francesca Di Ciccio                        | 1 791 000      | 12,50% | [ F 35 ] |
| 36            | 4 agosto      | Brivido caldo                             | Puntata dedicata al sesso                                                                        | Anna Tiziana Torti                         | 1 705 000      | 11,00% | [ F 36 ] |
| 37            | 5 agosto      | Eroi e supereroi                          | Puntata dedicata agli eroi e supereroi in TV                                                     | Claudia Di Giuseppe                        | 1 651 000      | 9,90%  | [ F 37 ] |
| 38            | 6 agosto      | Modugno piccole storie, grandi canzoni    | Puntata dedicata a Domenico Modugno in occasione del trentesimo anniversario della sua scomparsa | Chiara Morellato e Vito Simone             | 1 877 000      | 11.20% | [ F 38 ] |
| 39            | 7 agosto      | 1974: cinquanta estati fa                 | Puntata dedicata all'estate del 1974                                                             | Chiara Morellato                           | 1 898 000      | 11,40% | [ F 39 ] |
| 40            | 8 agosto      | Come eravamo: 1984                        | Puntata dedicata al 1984                                                                         | Ermanno Labianca                           | 1 604 000      | 9,80%  | [ F 40 ] |
| 41            | 9 agosto      | Sono solo canzonette?                     | Puntata dedicata alle canzonette                                                                 | Emilio Levi                                | 1 928 000      | 12,80% | [ F 41 ] |
| 42            | 10 agosto     | Califano: viaggio di un poeta             | Puntata dedicata a Franco Califano                                                               | Ermanno Labianca                           | 1 545 000      | 11,00% | [ F 42 ] |
| 43            | 11 agosto     | Premio Tenco                              | Puntata dedicata al Premio Tenco                                                                 | Emilio Levi                                | 1 760 000      | 12,70% | [ F 43 ] |
| 44            | 12 agosto     | Note di cinema                            | Puntata dedicata al cinema                                                                       | Francesco Valitutti                        | 2 498 000      | 17,70% | [ F 44 ] |
| 45            | 13 agosto     | Lucio e Lucio                             | Puntata dedicata a Lucio Battisti e Lucio Dalla                                                  | Carlo Vani                                 | 2 444 000      | 18,10% | [ F 45 ] |
| 46            | 14 agosto     | IL VARIETÀ bianco e nero o colore?        | Puntata dedicata ai varietà della TV                                                             | Emilio Levi                                | 2 325 000      | 17,50% | [ F 46 ] |
| 47            | 15 agosto     | Ferragosto greatest hits                  | Puntata dedicata alle hits di Ferragosto                                                         | Francesco Valitutti                        | 2 472 000      | 20,70% | [ F 47 ] |
| 48            | 16 agosto     | Luigi in arte Gigi                        | Puntata dedicata a Gigi Proietti                                                                 | Francesco Valitutti e Luca Rea             | 2 579 000      | 19,20% | [ F 48 ] |
| 49            | 17 agosto     | I campioni del juke-box                   | Puntata dedicata ai cantanti del Festivalbar                                                     | Luca Rea                                   | 2 595 000      | 20,00% | [ F 49 ] |
| 50            | 19 agosto     | W Albertone                               | Puntata dedicata ad Alberto Sordi                                                                | Francesco Valitutti                        | 2 663 000      | 17,10% | [ F 50 ] |
| 51            | 20 agosto     | La famiglia canterina                     | Puntata dedicata ai figli d'arte della musica                                                    | Massimiliano Canè                          | 2 971 000      | 19,10% | [ F 51 ] |
| 52            | 21 agosto     | Unica, Anna!                              | Puntata dedicata ad Anna Marchesini                                                              | Chiara Morellato                           | 2 759 000      | 18,30% | [ F 52 ] |
| 53            | 22 agosto     | Cantautori romani                         | Puntata dedicata ai cantautori di origine romana                                                 | Carlo Vani                                 | 2 562 000      | 17,60% | [ F 53 ] |
| 54            | 23 agosto     | Sophia!                                   | Puntata dedicata a Sophia Loren                                                                  | Ermanno Labianca                           | 2 512 000      | 18,00% | [ F 54 ] |
| 55            | 24 agosto     | A tutto Blitz                             | Puntata dedicata a Blitz                                                                         | Luca Rea                                   | 2 011 000      | 15,80% | [ F 55 ] |
| 56            | 25 agosto     | L'uomo che inventò la TV                  | Puntata dedicata a Pippo Baudo                                                                   | Massimiliano Canè                          | 2 475 000      | 17,80% | [ F 56 ] |
| 57            | 26 agosto     | La famiglia canterina 2                   | Puntata dedicata ai figli d'arte della musica (seconda parte)                                    | Massimiliano Canè                          | 2 747 000      | 16,90% | [ F 57 ] |
| 58            | 27 agosto     | 100 anni con la radio                     | Puntata dedicata al centesimo anniversario della nascita della radio                             | Giulio Calcinari                           | 2 730 000      | 16,20% | [ F 58 ] |
| 59            | 28 agosto     | Di bellezza e vanità                      | Puntata dedicata alla vanità e alle mode in TV                                                   | Maria Francesca Dore                       | 2 744 000      | 16,70% | [ F 59 ] |
| 60            | 29 agosto     | Renzo Arbore: ecco la mia tv              | Puntata dedicata a Renzo Arbore                                                                  | Giulio Calcinari                           | 2 519 000      | 15,60% | [ F 60 ] |
| 61            | 30 agosto     | Ruggeri & friends                         | Puntata dedicata ai duetti di Enrico Ruggeri con le grandi star e alla propria carriera musicale | Ermanno Labianca                           | 2 451 000      | 16,40% | [ F 61 ] |
| 62            | 31 agosto     | Atmosfere...                              | Puntata dedicata al tempo meteorologico                                                          | Francesca Di Ciccio                        | 2 199 000      | 16,50% | [ F 62 ] |
| 63            | 1º settembre  | Raffa e Loretta, dive allo specchio       | Puntata dedicata a Raffaella Carrà e Loretta Goggi                                               | Massimiliano Canè                          | 2 396 000      | 15,40% | [ F 63 ] |
| Media Auditel | Media Auditel | Media Auditel                             | Media Auditel                                                                                    | Media Auditel                              | 2 343 000      | 15,10% |          |

## Credit tecnico
- Produttore: Direzione prime Time- Raiuno
- Produttore esecutivo: Paola Maggioli
- Curatore: Michela Mancinelli, Paola Pardo
- Autori: Giulio Calcinari, Massimiliano Canè, Francesca Di Ciccio, Claudia Di Giuseppe, Maria Francesca Dore, Ermanno Labianca, Emilio Levi, Chiara Morellato, Roberto Patrone, Luca Rea, Vito Simone, Anna Tiziana Torti, Francesco Valitutti, Carlo Vani
- Montaggio: Michael Bosica, Andrea Di Pasqua, Filippo Gamen, Alessandro Giuliani, Debora Longini, Simone Olivi, Andrea Panetta, Francesca Romana Scotto
- Ricerche immagini: Andrea Bencivenga, Micaela Giannone Pesciaroli, Angelina Laviano, Martina Raglio, Chiara Ragosta
- Progetto grafico: Tiziana Marzi
- Pianificazione mezzi: Fulvio Frattarelli
- Attività digital: Daniela Moser
- Attività social: Bruno Mastroianni, Viviana Vitale

Per la puntata sulla Partita del cuore:
- Riprese: Alessandra Mannino
- Truccatore: Giuseppe Dimagli
- Parrucchiere: Paolo Taballone

### Annotazioni
1. ↑  Le canzoni presenti in questo episodio, inframmezzate da spezzoni della trasmissione Almanacco del giorno dopo condotta da Paola Perissi (1980), includono: Marzo di Giorgia (2002), Febbraio di Alice (2003), Stelle di Dicembre di Ron (1981), Sta Passando Novembre di Eros Ramazzotti (2005), Dimmelo in Settembre di Caterina Valente (1961), 28 giugno di The Rokes (1969), Luglio di Riccardo del Turco (1968), Primo Agosto di Maurizio (Arcieri) (1975), Notti d’Agosto di Loretta Goggi (1980), Domenica d’Agosto di Bobby Solo (1968), Sere d’Agosto di Giuni Russo (1983), Sole d’Agosto di Gruppo Italiano (1985), La Fine d’Agosto di Little Tony (1964), 29 settembre di Equipe 84 (1967), Ciao, Settembre di Loretta Goggi (1971), Settembre di Alberto Fortis (1981), Settembre di Marcella Bella (1986), Era Settembre di Johnny Dorelli (1964), Ora Settembre di Loretta Goggi (1981), Settembre di Peppino Gagliardi (1970), Lunedì 26 Ottobre di Mina (1968), Novembre di Giusy Ferreri (2008), 22 Dicembre di Riccardo Fogli (1990), Sera di Dicembre - di Anna Oxa (1986), Freddo di Dicembre di Fiordaliso (1989), Dicembre di Loredana Bertè (1980), L’Ultimo di Dicembre di Orietta Berti (1970), 17 Gennaio ’74, Sera di Donatella Rettore (1975), È di Nuovo Gennaio di Mietta (1994), Preghiera in Gennaio di Fabrizio de Andrè (1967), Notte di Febbraio di Nek (2006), 4/3/1943 di Lucio Dalla (1971), Marzo di Teresa de Sio (1982), La Pioggia di Marzo di Mina (1973), Lacrime di Marzo di Mia Martini (1971), Domenica 24 Marzo di Enzo Jannacci (1968), I Giardini di Marzo di Lucio Battisti (1972), 25 Aprile 1945 di Milva (1975), Pioggia d’Aprile di Carmen Consoli (2002), Il Mio Aprile di Iva Zanicchi (1970), ’Na Sera ‘E Maggio di Irene Fargo (1995), Fiore di Maggio di Fabio Concato  (1984), Un Altro Maggio di Milva (1986), Le Notti di Maggio di Fiorella Mannoia (1988). Il montaggio è di Andrea Di Pasqua.
2. ↑  La puntata include vari spezzoni tratti da diversi periodi in cui Fabrizio Frizzi è apparso in diversi programmi in cui è apparso con uno o più ospiti (Nota: le parentesi indicano l'anno da cui proviene il segmento/clip): tra cui: Scommettiamo che…? (1991 - due spezzoni dal programma presenti nella puntata, 1992/93 - due spezzoni, 1993/94, 1994/95, 1995/96 - tre spezzoni, 2001), Domenica In (1996/97, 1997/98), Papaveri e papere (1995), Ballando Sotto Le Stelle (2005), Europa Europa (1990 - cinque spezzoni dal programma presenti nella puntata), Pane e marmellata (1985/86), Tandem (1983), Telethon "Il Mondo a Colori" (2017), Primaditutto (1997/98), Carràmba! Che Fortuna (1998/99 - due clip), Miss Italia (1998, 2001, 2002), I Suoi Primi 40 Anni (1993/94), Non Lasciamoci Più (1999), Nessundorma (2004), Piazza Grande (2003/04).

Inoltre, è apparso in un servizio del Tg2 Dribbling (1994/95) dove Antonella Clerici stava anticipando un servizio in cui Fabrizio Frizzi stava intervistando un pilota di Formula 1. È apparso a Porta a porta durante il programma 2015/16 dove è stato intervistato da Bruno Vespa e ha anche suonato e cantato una canzone al pianoforte. È apparso insieme a Carlo Conti in un servizio del Tg1 il 14/12/2017 dove è stato intervistato da Vincenzo Mollica. Milly Carlucci e Carlo Conti sono apparsi a Storie della TV (entrambe le clip erano del 2023), discutendo della carriera di Fabrizio Frizzi.

Il programma si conclude con una clip di Ti lascio una canzone (2010) in cui lui e Antonella Clerici cantano Hey Jude (canzone dei Beatles).
3. ↑  In questa puntata sono state mostrate varie clip con Gianna e Fiorella in molti programmi ed eventi. All'inizio del programma, si vede Gianna Nannini salire su un taxi. Più tardi, inizia a parlare con il tassista. Il segmento successivo mostra Fiorella Mannoia che esce dal taxi. Il taxi si allontana e appare una donna con un cappotto rosso e un vestito nero. Le due donne hanno una conversazione prima che venga riprodotta la sigla del programma. Per tutta la durata del programma, si alternano Fiorella e Gianna, il che significa che viene riprodotta una clip di Fiorella, la clip successiva sarebbe una clip di Gianna e questa verrebbe ripetuta per tutta la puntata. Ogni clip presenta Fiorella o Gianna che cantano una canzone in un programma TV e/o evento. La puntata si conclude con Fiorella che dice arrivederci (questa clip era tratta da La versione di Fiorella) e Gianna che sale su un taxi.
4. ↑  I contenuti multimediali di questo episodio includono: Enrico Nigiotti che canta Baciami addesso al Festival di Sanremo 2020, Alighiero Noschese che canta 24 Mila Baci (canzone di Adriano Celetano, pubblicata nel 1955) in un episodio di Speciale per noi (1971), Loretta Goggi che canta 24Mila Baci in un episodio di Canzonissime (1987) con persone che ballano al ritmo della canzone, una clip da Romanzo di Un Giovane Povero (film del 1957) che mostra Lea Padovani che tiene le braccia attorno a Paolo Carlini e poi lo bacia, Sophie Marceau e Alexandre Sterling si abbracciano e si baciano altro ne Il Tempo delle Mele (film del 1980) con in sottofondo la canzone Reality (scritta da Richardson Sanderson), un segmento di Stasera page io (2002) in cui si vede Maurizio Crozza donare al pubblico un oggetto arancione prima di baciare Fiorello, Adriano Celentano canta Il tuo bacio é come un rock in un episodio di Buone vacanze (1959), una clip da Mazzabubù (1975) episodio in cui Oreste Lionello interagisce con un pubblico femminile facendo ridere il resto del pubblico, Gabriella Ferri che canta Il tuo bacio è come un rock in un episodio di Mazzabubù (1975), Betty Curtis che canta Un bacio sulla bocca (canzone di Germana Caroli) da Un'Orchestra e 5 Voci (1959), un segmento da Ulisse (cortometraggio del 2016) che mostra un maschio e una femmina che si baciano, Christian De Sica che canta Non Ti Fidar di un Bacio a Mezzanotte (canzone composta da Gorni Kramer per la musica e Gabriel e Giovannini per il testo, canzone italiana del 1952) in un episodio di Bambole, non c'è una lira (1977), un clip da La Sberla (1979) con Giancattivi, Francesco Nuti che canta La Porti un Bacione a Firenze (canzone di Odoardo Spadarin un episodio di Fantastico (1991), Anthina Cenci canta Besame mucho in un episodio di Cielito lindo (1993), Giorgia e Banda Osiris cantano Besame mucho in un episodio di Parla con me (2007), Ray Connif e il coro cantano Besame mucho in un episodio di Teatro 10 (1971), Stefano Bollani canta Besame mucho in una puntata di Speciale per me (2006), un segmento da La Domenica in Degli Italiani (1997) dove Pippo Baudo sta parlando con una donna in un vestito rosso, Renzo Arbore canta Smorza 'e Lights in Taxi (1996) Lucio Dalla canta Smorza 'e lights in Taxi (1996), una clip che mostra due uomini che scherzano in uno show televisivo con un pubblico infantile e si baciano anche sulle guance, Guidone canta Baci a Go Go (canzone di Gino Corelli in una puntata in Buone Vacanze (1960), Ernesto Bonino canta O Baby Kiss Me in una puntata di Onda libera (1979), un segmento di un episodio di La Domenica in Degli Italiani (1997) in cui Fabrizio Frizzi conversa con un gruppo di donne, Iva Zanicchi canta Besame mucho in Domenica in (2003), un segmento di La Domenica in Degli Italiani (1997) che mostra un monologo di Lorella Cuccarini, Francesco Salvi cantano Dammi un bacio (canzone di Raffaella Carrà) al Festival di Sanremo 1993, Claudio Gerini e Piero Chiambretti cantano Besame mucho durante una puntata di Chiambretti c'è (2002), segmento di Canzonissima 1971 dove Gina Lollobrigida e Corrado conversano, Claudio Villa canta Vorrei Poter Baciare in un episodio di Musicalmente dall'Italia (1979), Iva Zanicchi canta Per Te in un episodio di Musicalmente dall'Italia (1979), uno spezzone da un episodio di Totanbot (1975) che mostra Alberto Lupo e Iva Zanicchi mentre si abbracciano, si baciano e ballano (nota: questa stessa clip è stata mostrata di nuovo più avanti nell'episodio), Carol Daniell che canta Amore Baciami in un episodio di Passerella Canzoni (1959), Mietta che canta Baciami adesso al Festival di Sanremo 2008, Mario Valdemarin e Bice Valori che cantano Dammi un bacio e ti dico di si (canzone di Elsa Merlini e Vittorio De Sica) in una puntata de Le Canzoni di Tutti (1958), Alex Britti che canta Baciami e Portami a Ballare in Domenica in (2013), Bruno Martino che canta Baciami Per Domani in Appuntamento con (1965), Alberto Rabagliati e Mina che cantano Baciami Piccina (il titolo completo della canzone era “Ba-Ba-Baciami Piccina", canzone di Alberto Rabagliati, scritta da Riccardo Morbelli per le parole e Luigi Astore per la musica) in un episodio di Milleluci (1974), Andrea Bocelli canta Besame mucho in un episodio di Quelli che Aspettano (2006), Nilla Pizzi canta Besame mucho in una puntata di Ci Vediamo in TV (1999), e Carla Boni che canta Un Bacio e Vai in una puntata di Incontro con (1971)
5. ↑  I contenuti multimediali di questa puntata includono: Francesco Vairano che apre una puntata di La TV delle Ragazze (1988), uno spot pubblicitario per ConQuistero’ La Rai (programma televisivo su Rai Uno), una clip da La TV delle Ragazze (1988) che mostra Syusy Blady e Franca Valeri in una camera da letto dove una delle donne è a letto e l’altra vestita da domestica, una clip da una puntata di La Posta del Cuore (1998) dove Franca Valeri sta conversando con qualcuno al telefono, una clip da una puntata di Non Perdiamoci di Vista (2009) che mostra una conversazione tra Paola Cortellesi e Franca Leosini, una clip da una puntata di Nessundorma (2004) dove Lucia Ocone sta preparando il cibo, una clip da una puntata di Avanzi (1991) dove Sabina Guzzanti e Serena Dandini stanno conversando, una clip da una puntata di Pippo Chennedy Show (1997) che mostra il monologo di Sabina Guzzanti che fa ridere e sghignazzare il pubblico, una clip da una puntata di Avanzi (1991) che mostra Sabina Guzzanti che canta una canzone, una clip da una puntata di Avanzi (1992) in cui Sabina Guzzanti e Serena Dandini stanno conversando, una clip da una puntata di La TV delle Ragazze (1988) che mostra Syusy Blady che canta una canzone al pubblico, una clip da una puntata di Bulldozer (2003) che mostra Caterina Guzzanti e Dario Vergassula che parlano di vestiti, una clip da una puntata di La TV delle Ragazze (1988) che mostra Francesca Reggiani che parla con qualcuno al telefono, un'altra clip da una puntata di Bulldozer (2003) che mostra Caterina Guzzanti e Dario Vergassola che parlano, una clip da una puntata di Avanzi (1992) che mostra Serena Dandini e Francesca Reggiani che parlano, una clip da una puntata di Avanzi (1991) che mostra Corrado Guzzanti (a New York) e Carla Signoris (a Roma) che parlano di una prova attuale (titoli di testa usati TG3 Edizione Straordinaria per questa clip), una clip da una puntata de La TV delle Ragazze (1988) dove Angela Finocchiardo lava i piatti insieme a un'altra donna, una clip da una puntata de La TV delle Ragazze (1988) dove Maria Amelia Monti prega davanti al manifesto di un musicista, una clip da una puntata di Avanzi (1991) dove Serena Dandini presenta al pubblico Luciana Litizzetto, una clip di una donna che conversa con qualcuno al telefono, sequenza di apertura de La TV delle Ragazze, una clip da una puntata de La TV delle Ragazze (1988) dove Sabina Guzzanti conversa con un uomo, una clip da una puntata de La TV delle Ragazze (1988) che mostra Francesca Reggiani che conversa con una bambola in una stanza e Carla Fioravanti che si veste, una clip da una puntata de La TV delle Ragazze gli Stati Generali 1988-2018 (2018) che mostra S. Tate, P. Camilli e I. Ragunese che ballano, ridacchiano, parlando di fronte a un pubblico, una clip da una puntata de La TV delle Ragazze (1988) che mostra Olga Durano che presenta le persone che stanno salendo sul palco, una clip da una puntata di Avanzi (1991) che mostra Cinzia Leone che balla davanti a un pubblico, una clip da una puntata de La TV delle Ragazze (1988) che mostra Tosca d’Aquino che si spoglia, una clip da una puntata de La TV delle Ragazze (1988) che mostra il monologo di Cinzia Leone, una clip da una puntata de La TV delle Ragazze (1988) che mostra Angela Finocchiardo che si sveglia dopo una giornata alla spa, una clip da una puntata di MMHH! (2002) che mostra Paola Minaccioni che parla al pubblico, una clip da una puntata de La TV delle Ragazze (1989) che mostra tre donne che ballano davanti a delle piante, una clip da una puntata de La TV delle Ragazze (1988) che mostra Carlina Torta che parla di cosa c'è su questi schermi televisivi in una stanza piena di televisori con altre due donne, un'altra clip del monologo di Paola Minaccioni da una puntata di MMHH! (2002), una clip da una puntata di La Posta del Cuore (1988) con Paola Cortellesi e Caterins Guzzanti che ballano una canzone, una clip da una puntata di La TV delle Ragazze (1988) con la vita quotidiana di Angels Finocchiardo all'interno di una casa, una clip da una puntata di Avanzi (1993) con Cinzia Leone dietro una finestra con della carta e Serena Dandini dall'altra parte della finestra, una clip da una puntata di La TV delle Ragazze gli Stati Generali 1988-2018 (2018) che mostra Cinzia Leone dietro la finestra che timbra dei documenti e Serena Dandini che parla con lei, una clip da un programma televisivo di Rai Tre che mostra una donna al telefono, una clip da un programma televisivo di Rai Tre che mostra una persona che tiene in mano una rosa rossa all'interno di una sala di controllo di produzione televisiva, una clip da una puntata di La TV delle Ragazze (1988) che mostra il monologo di Alessandra Casella da una redazione televisiva, una clip da una puntata di Non Perdiamoci di Vista (2009) che mostra Paola Cortellesi mentre canta una canzone
6. ↑  I programmi presenti nella puntata includevano: segmenti di La Domenica Sportiva (1983), vari segmenti di Domenica In, segmenti di Blitz, Discoring (1977), segmenti di Va' pensiero (1989) e segmenti di Quelli della domenica (2001)
7. ↑  Replica rieditata della puntata andata in onda il 21 agosto 2023.

### Riferimenti
1. ↑   Torna "Techetechetè", su RAI Ufficio Stampa, 3 giugno 2024. URL consultato il 12 agosto 2024 (archiviato dall'url originale il 4 giugno 2024).
2. ↑   Techetechetè, si riapre lo scrigno degli archivi Rai con una puntata speciale dedicata ai 70 anni della tv, su la Repubblica, 3 giugno 2024.
3. ↑   Roberto Mallò, Techetechetè torna su Rai1 con una sigla nuova e diverse novità. Iva Zanicchi, Anna Marchesini e gli animali della tv tra i temi, su Davide Maggio.it, 3 giugno 2024. URL consultato il 5 giugno 2024.
4. ↑   Stefania Zizzari, Torna "Techetechete'", è ora di mettere ordine nei ricordi, su Sorrisi e canzoni, 3 giugno 2024.
5. ↑   Chiara Di Tommaso, Torna Techetechete' 2024: anticipazioni, novità e quando in tv, su SuperguidaTv.it, 31 maggio 2024.
6. ↑   Torna "Techetechetè" - La memoria dell'archivio Rai, su Rai Ufficio Stampa, 31 maggio 2024. URL consultato il 2 giugno 2024.
7. ↑   Trenta protagoniste femminili per celebrare i settant'anni Rai in "30x70 - Se dico donna...", su Ansa.it, 19 luglio 2024.

### Fonti delle puntate
1. ↑   Rai Teche, su Facebook, 3 giugno 2024. URL consultato il 7 luglio 2024.
2. ↑   Rai Teche, su Facebook, 5 giugno 2024. URL consultato il 7 luglio 2024.
3. ↑   Rai Teche, su Facebook, 6 giugno 2024. URL consultato il 7 luglio 2024.
4. ↑   Rai Teche, su Facebook, 8 giugno 2024. URL consultato il 7 luglio 2024.
5. ↑   Rai Teche, su Facebook, 10 giugno 2024. URL consultato il 7 luglio 2024.
6. ↑   Rai Teche, su Facebook, 11 giugno 2024. URL consultato il 7 luglio 2024.
7. ↑   Rai Teche, su Facebook, 12 giugno 2024. URL consultato il 7 luglio 2024.
8. ↑   Rai Teche, su Facebook, 13 giugno 2024. URL consultato il 7 luglio 2024.
9. ↑   Rai Teche, su Facebook, 27 giugno 2024. URL consultato il 7 luglio 2024.
10. ↑   Rai Teche, su Facebook, 28 giugno 2024. URL consultato il 7 luglio 2024.
11. ↑   Rai Teche, su Facebook, 3 luglio 2024. URL consultato il 7 luglio 2024.
12. ↑   Rai Teche, su Facebook, 4 luglio 2024. URL consultato il 7 luglio 2024.
13. ↑   Rai Teche, su Facebook, 7 luglio 2024. URL consultato il 7 luglio 2024.
14. ↑   Rai Teche, su Facebook, 8 luglio 2024. URL consultato il 12 agosto 2024.
15. ↑   Rai Teche, su Facebook, 11 luglio 2024. URL consultato il 12 agosto 2024.
16. ↑   Rai Teche, su Facebook, 12 luglio 2024. URL consultato il 12 agosto 2024.
17. ↑   Rai Teche, su Facebook, 15 luglio 2024. URL consultato il 12 agosto 2024.
18. ↑   Rai Teche, su Facebook, 16 luglio 2024. URL consultato il 12 agosto 2024.
19. ↑   Rai Teche, su Facebook, 17 luglio 2024. URL consultato il 12 agosto 2024.
20. ↑   Rai Teche, su Facebook, 18 luglio 2024. URL consultato il 12 agosto 2024.
21. ↑   Rai Teche, su Facebook, 19 luglio 2024. URL consultato il 12 agosto 2024.
22. ↑   Rai Teche, su Facebook, 20 luglio 2024. URL consultato il 12 agosto 2024.
23. ↑   Rai Teche, su Facebook, 22 luglio 2024. URL consultato il 12 agosto 2024.
24. ↑   Rai Teche, su Facebook, 23 luglio 2024. URL consultato il 12 agosto 2024.
25. ↑   Rai Teche, su Facebook, 24 luglio 2024. URL consultato il 12 agosto 2024.
26. ↑   Rai Teche, su Facebook, 25 luglio 2024. URL consultato il 12 agosto 2024.
27. ↑   Rai Teche, su Facebook, 26 luglio 2024. URL consultato il 12 agosto 2024.
28. ↑   Rai Teche, su Facebook, 27 luglio 2024. URL consultato il 12 agosto 2024.
29. ↑   Rai Teche, su Facebook, 28 luglio 2024. URL consultato il 12 agosto 2024.
30. ↑   Rai Teche, su Facebook, 29 luglio 2024. URL consultato il 12 agosto 2024.
31. ↑   Rai Teche, su Facebook, 30 luglio 2024. URL consultato il 12 agosto 2024.
32. ↑   Rai Teche, su Facebook, 31 luglio 2024. URL consultato il 12 agosto 2024.
33. ↑   Rai Teche, su Facebook, 1º agosto 2024. URL consultato il 12 agosto 2024.
34. ↑   Rai Teche, su Facebook, 2 agosto 2024. URL consultato il 12 agosto 2024.
35. ↑   Rai Teche, su Facebook, 3 agosto 2024. URL consultato il 12 agosto 2024.
36. ↑   Rai Teche, su Facebook, 4 agosto 2024. URL consultato il 12 agosto 2024.
37. ↑   Rai Teche, su Facebook, 5 agosto 2024. URL consultato il 12 agosto 2024.
38. ↑   Rai Teche, su Facebook, 6 agosto 2024. URL consultato il 12 agosto 2024.
39. ↑   Rai Teche, su Facebook, 6 agosto 2024. URL consultato il 12 agosto 2024.
40. ↑   Rai Teche, su Facebook, 7 agosto 2024. URL consultato il 12 agosto 2024.
41. ↑   Rai Teche, su Facebook, 8 agosto 2024. URL consultato il 12 agosto 2024.
42. ↑   Rai Teche, su Facebook, 9 agosto 2024. URL consultato il 12 agosto 2024.
43. ↑   Rai Teche, su Facebook, 10 agosto 2024. URL consultato il 12 agosto 2024.
44. ↑   Rai Teche, su Facebook, 11 agosto 2024. URL consultato il 12 agosto 2024.
45. ↑   Rai Teche, su Facebook, 12 agosto 2024. URL consultato il 13 agosto 2024.
46. ↑   Rai Teche, su Facebook, 13 agosto 2024. URL consultato il 13 agosto 2024.
47. ↑   Rai Teche, su Facebook, 14 agosto 2024. URL consultato il 14 agosto 2024.
48. ↑   Rai Teche, su Facebook, 15 agosto 2024. URL consultato il 16 agosto 2024.
49. ↑   Rai Teche, su Facebook, 16 agosto 2024. URL consultato il 17 agosto 2024.
50. ↑   Rai Teche, su Facebook, 17 agosto 2024. URL consultato il 17 agosto 2024.
51. ↑   Rai Teche, su Facebook, 19 agosto 2024. URL consultato il 26 agosto 2024.
52. ↑   Rai Teche, su Facebook, 20 agosto 2024. URL consultato il 26 agosto 2024.
53. ↑   Rai Teche, su Facebook, 21 agosto 2024. URL consultato il 26 agosto 2024.
54. ↑   Rai Teche, su Facebook, 22 agosto 2024. URL consultato il 26 agosto 2024.
55. ↑   Rai Teche, su Facebook, 23 agosto 2024. URL consultato il 26 agosto 2024.
56. ↑   Rai Teche, su Facebook, 24 agosto 2024. URL consultato il 26 agosto 2024.
57. ↑   Rai Teche, su Facebook, 25 agosto 2024. URL consultato il 26 agosto 2024.
58. ↑   Rai Teche, su Facebook, 26 agosto 2024. URL consultato il 6 ottobre 2024.
59. ↑   Rai Teche, su Facebook, 27 agosto 2024. URL consultato il 6 ottobre 2024.
60. ↑   Rai Teche, su Facebook, 28 agosto 2024. URL consultato il 6 ottobre 2024.
61. ↑   Rai Teche, su Facebook, 29 agosto 2024. URL consultato il 6 ottobre 2024.
62. ↑   Rai Teche, su Facebook, 30 agosto 2024. URL consultato il 6 ottobre 2024.
63. ↑   Rai Teche, su Facebook, 31 agosto 2024. URL consultato il 6 ottobre 2024.
64. ↑   Rai Teche, su Facebook, 1º settembre 2024. URL consultato il 1º settembre 2024.

### Fonti degli ascolti
1. ↑   Ascolti TV | Lunedì 3 Giugno 2024, su TvBlog.it. URL consultato il 4 Giugno 2024.
2. ↑   Ascolti TV | Mercoledì 5 Giugno 2024, su DavideMaggio.it. URL consultato il 6 Giugno 2024.
3. ↑   Ascolti TV | Giovedì 6 Giugno 2024, su DavideMaggio.it. URL consultato il 7 Giugno 2024.
4. ↑   Federico, ALCUNI ASCOLTI SEGRETI DEI GIORNI DELLO SCIOPERO AUDITEL, su Tutta Un'Altra TV, 6 luglio 2024. URL consultato il 7 luglio 2024.
5. ↑   Ascolti TV | Lunedì 10 Giugno 2024, su TvBlog.it. URL consultato l'11 Giugno 2024.
6. ↑   Ascolti TV | Martedì 11 Giugno 2024, su TvBlog.it. URL consultato il 12 Giugno 2024.
7. ↑   Ascolti TV | Mercoledì 12 Giugno 2024, su TvBlog.it. URL consultato il 13 Giugno 2024.
8. ↑   Ascolti TV | Giovedì 13 Giugno 2024, su TvBlog.it. URL consultato il 14 Giugno 2024.
9. ↑   Ascolti TV | Giovedì 27 Giugno 2024, su DavideMaggio.it. URL consultato il 28 Giugno 2024.
10. ↑   Ascolti TV | Venerdì 28 Giugno 2024, su DavideMaggio.it. URL consultato il 29 Giugno 2024.
11. ↑   Ascolti TV | Mercoledì 3 Luglio 2024, su DavideMaggio.it. URL consultato il 4 Luglio 2024.
12. ↑   Ascolti TV | Giovedì 4 Luglio 2024, su DavideMaggio.it. URL consultato il 5 Luglio 2024.
13. ↑   Ascolti TV | Domenica 7 Luglio 2024, su DavideMaggio.it. URL consultato l'8 Luglio 2024.
14. ↑   Ascolti TV | Lunedì 8 Luglio 2024, su DavideMaggio.it. URL consultato il 9 Luglio 2024.
15. ↑   Ascolti TV | Giovedì 11 Luglio 2024, su DavideMaggio.it. URL consultato il 12 Luglio 2024.
16. ↑   Ascolti TV | Venerdì 12 Luglio 2024, su DavideMaggio.it. URL consultato il 13 Luglio 2024.
17. ↑   Ascolti TV | Lunedì 15 Luglio 2024, su DavideMaggio.it. URL consultato il 16 Luglio 2024.
18. ↑   Ascolti TV | Martedì 16 Luglio 2024, su DavideMaggio.it. URL consultato il 17 Luglio 2024.
19. ↑   Ascolti TV | Mercoledì 17 Luglio 2024, su DavideMaggio.it. URL consultato il 18 Luglio 2024.
20. ↑   Ascolti TV | Giovedì 18 Luglio 2024, su DavideMaggio.it. URL consultato il 19 Luglio 2024.
21. ↑   Ascolti TV | Venerdì 19 Luglio 2024, su DavideMaggio.it. URL consultato il 20 Luglio 2024.
22. ↑   Ascolti TV | Sabato 20 Luglio 2024, su DavideMaggio.it. URL consultato il 21 Luglio 2024.
23. ↑   Ascolti TV | Lunedì 22 Luglio 2024, su DavideMaggio.it. URL consultato il 23 Luglio 2024.
24. ↑   Ascolti TV | Martedì 23 Luglio 2024, su DavideMaggio.it. URL consultato il 24 Luglio 2024.
25. ↑   Ascolti TV | Mercoledì 24 Luglio 2024, su DavideMaggio.it. URL consultato il 25 Luglio 2024.
26. ↑   Ascolti TV | Giovedì 25 Luglio 2024, su DavideMaggio.it. URL consultato il 26 Luglio 2024.
27. ↑   Ascolti TV | Venerdì 26 Luglio 2024, su DavideMaggio.it. URL consultato il 27 Luglio 2024.
28. ↑   Ascolti TV | Sabato 27 Luglio 2024, su DavideMaggio.it. URL consultato il 28 Luglio 2024.
29. ↑   Ascolti TV | Domenica 28 Luglio 2024, su DavideMaggio.it. URL consultato il 29 Luglio 2024.
30. ↑   Ascolti TV | Lunedì 29 Luglio 2024, su DavideMaggio.it. URL consultato il 30 Luglio 2024.
31. ↑   Ascolti TV | Martedì 30 Luglio 2024, su DavideMaggio.it. URL consultato il 31 Luglio 2024.
32. ↑   Ascolti TV | Mercoledì 31 Luglio 2024, su DavideMaggio.it. URL consultato il 1º agosto 2024.
33. ↑   Ascolti TV | Giovedì 1º Agosto 2024, su DavideMaggio.it. URL consultato il 2 agosto 2024.
34. ↑   Ascolti TV | Venerdì 2 Agosto 2024, su DavideMaggio.it. URL consultato il 3 agosto 2024.
35. ↑   Ascolti TV | Sabato 3 Agosto 2024, su DavideMaggio.it. URL consultato il 4 agosto 2024.
36. ↑   Ascolti TV | Domenica 4 Agosto 2024, su DavideMaggio.it. URL consultato il 5 agosto 2024.
37. ↑   Ascolti TV | Lunedì 5 Agosto 2024, su DavideMaggio.it. URL consultato il 6 agosto 2024.
38. ↑   Ascolti TV | Martedì 6 Agosto 2024, su DavideMaggio.it. URL consultato il 7 agosto 2024.
39. ↑   Ascolti TV | Mercoledì 7 Agosto 2024, su DavideMaggio.it. URL consultato l'8 agosto 2024.
40. ↑   Ascolti TV | Giovedì 8 Agosto 2024, su DavideMaggio.it. URL consultato il 9 agosto 2024.
41. ↑   Ascolti TV | Venerdì 9 Agosto 2024, su DavideMaggio.it. URL consultato il 10 agosto 2024.
42. ↑   Ascolti TV | Sabato 10 Agosto 2024, su DavideMaggio.it. URL consultato l'11 agosto 2024.
43. ↑   Ascolti TV | Domenica 11 Agosto 2024, su DavideMaggio.it. URL consultato il 12 agosto 2024.
44. ↑   Ascolti TV | Lunedì 12 Agosto 2024, su DavideMaggio.it. URL consultato il 13 agosto 2024.
45. ↑   Ascolti TV | Martedì 13 Agosto 2024, su DavideMaggio.it. URL consultato il 14 agosto 2024.
46. ↑   Ascolti TV | Mercoledì 14 Agosto 2024, su DavideMaggio.it. URL consultato il 15 agosto 2024.
47. ↑   Ascolti TV | Giovedì 15 Agosto 2024, su DavideMaggio.it. URL consultato il 16 agosto 2024.
48. ↑   Ascolti TV | Venerdì 16 Agosto 2024, su DavideMaggio.it. URL consultato il 17 agosto 2024.
49. ↑   Ascolti TV | Sabato 17 Agosto 2024, su DavideMaggio.it. URL consultato il 18 agosto 2024.
50. ↑   Ascolti TV | Lunedì 19 Agosto 2024, su DavideMaggio.it. URL consultato il 20 agosto 2024.
51. ↑   Ascolti TV | Martedì 20 Agosto 2024, su DavideMaggio.it. URL consultato il 21 agosto 2024.
52. ↑   Ascolti TV | Mercoledì 21 Agosto 2024, su DavideMaggio.it. URL consultato il 22 agosto 2024.
53. ↑   Ascolti TV | Giovedì 22 Agosto 2024, su DavideMaggio.it. URL consultato il 23 agosto 2024.
54. ↑   Ascolti TV | Venerdì 23 Agosto 2024, su DavideMaggio.it. URL consultato il 24 agosto 2024.
55. ↑   Ascolti TV | Sabato 24 Agosto 2024, su DavideMaggio.it. URL consultato il 25 agosto 2024.
56. ↑   Ascolti TV | Domenica 25 Agosto 2024, su DavideMaggio.it. URL consultato il 26 agosto 2024.
57. ↑   Ascolti TV | Lunedì 26 Agosto 2024, su DavideMaggio.it. URL consultato il 27 agosto 2024.
58. ↑   Ascolti TV | Martedì 27 Agosto 2024, su DavideMaggio.it. URL consultato il 28 agosto 2024.
59. ↑   Ascolti TV | Mercoledì 28 Agosto 2024, su DavideMaggio.it. URL consultato il 29 agosto 2024.
60. ↑   Ascolti TV | Giovedì 29 Agosto 2024, su DavideMaggio.it. URL consultato il 30 agosto 2024.
61. ↑   Ascolti TV | Venerdì 30 Agosto 2024, su DavideMaggio.it. URL consultato il 31 agosto 2024.
62. ↑   Ascolti TV | Sabato 31 Agosto 2024, su DavideMaggio.it. URL consultato il 1º Settembre 2024.
63. ↑   Ascolti TV | Domenica 1º Settembre 2024, su DavideMaggio.it. URL consultato il 2 Settembre 2024.